# Türkiye Milli Olimpiyat Komitesi
Das Türkiye Milli Olimpiyat Komitesi (TMOK) ist das Nationale Olympische Komitee in der Türkei mit Sitz in Istanbul. Insgesamt 39 Fachverbände olympischer Sportarten, davon 34 Sommer- und fünf Wintersportarten, sind Mitglied im Komitee.

## Geschichte
1908 wurde die Osmanische Nationale Olympische Gesellschaft (türkisch Osmanlı Milli Olimpiyat Cemiyeti) gegründet und drei Jahre später vom IOC offiziell anerkannt. Erster Präsident wurde Ahmet İhsan Tokgöz, der das Komitee bis 1921 anführte. Bei den Olympischen Spielen 1912 nahm das Osmanische Reich in Stockholm erstmals an Olympischen Sommerspielen teil. 1936 kam es in Garmisch-Partenkirchen zur ersten Teilnahme an Olympischen Winterspielen.

## Präsidenten
- 1908–1921: Ahmet İhsan Tokgöz
- 1921–1923: Hasip Bayındırlıoğlu
- 1923–1927: Selim Sırrı Tarcan
- 1927–1930: Ali Sami Yen
- 1930–1933: Kemalettin Sami Paşa
- 1933–1936: Reşit Saffet Atabinen
- 1936–1937: Halil Bayrak
- 1937–1938: Adnan Menderes
- 1938–1943: Cemil Cahit Taner
- 1943–1950: Vildan Aşir Savaşır
- 1950–1952: Danyal Akbel
- 1952–1954: Cemal Alpman
- 1954–1956: Faik Binal
- 1956–1958: Nizamettin Kırşan
- 1958–1959: Şinasi Ataman
- 1959–1960: Mehmet Arkan
- 1960: Hüsamettin Güreli
- 1960–1962: Bekir Silahçılar
- 1962–1982: Burhan Felek
- 1982: Raşit Serdengeçti
- 1982–1988: Turgut Atakol
- 1988–1989: Jerfi Fıratlı
- 1989–2003: Sinan Erdem
- 2003–2011: Togay Bayatlı
- seit 2011: Uğur Erdener